# Španska nogometna reprezentanca
Španska nogometa reprezentanca zastopa Španijo na mednarodnih reprezentančnih nogometnih tekmovanjih, sestavlja jo Nogometna zveza Španije. Največji uspeh reprezentance je osvojitev naslova svetovnega prvaka na Svetovnem prvenstvu leta 2010. Ob tem ima reprezentanca še tri naslove evropskih prvakov v letih 1964, 2008 in 2012. So pa tudi kot prva reprezentanca dosegli 'hat-trick' v naslovih Evropskih in Svetovnih prvakov.

## Selektorji
| - Francisco Bru (1920) - Julián Ruete (1921–1922) - Pedro Parages (1923–1924) - Fernando Gutiérrez Alzaga (1925) - Ricardo Cabot Montalt (1925) - Ezequiel Montero Román (1926–1927) - Fred Pentland (1929) | - José María Mateos (1929–1933) - Amadeo García Salazar (1934–1936) - Eduardo Teus López (1941–1942) - Jacinto Quincoces (1945) - Paulino Alcántara (1951) - Ricardo Zamora (1952) - Pedro Escartín Morán (1952–1961) | - Helenio Herrera (1959–1962) - José Villalonga (1962–1966) - Domingo Balmanya (1966–1968) - Luis Molowny (1969) - Miguel Muñoz (1969), (1982–1988) - Ladislao Kubala (1969–1980) - José Santamaría (1980–1982) | - Luis Suárez (1988–1991) - Vicente Miera (1991–1992) - Javier Clemente (1992–1998) - José Antonio Camacho (1998–2002) - Iñaki Sáez (2002–2004) - Luis Aragonés (2004–2008) - Vicente del Bosque (2008–2016) - Julen Lopetegui (2016–danes) |